# Legnephora philippinensis
Legnephora philippinensis är en tvåhjärtbladig växtart som beskrevs av Lewis Leonard Forman. Legnephora philippinensis ingår i släktet Legnephora och familjen Menispermaceae. Inga underarter finns listade i Catalogue of Life.